# Lulli Lous

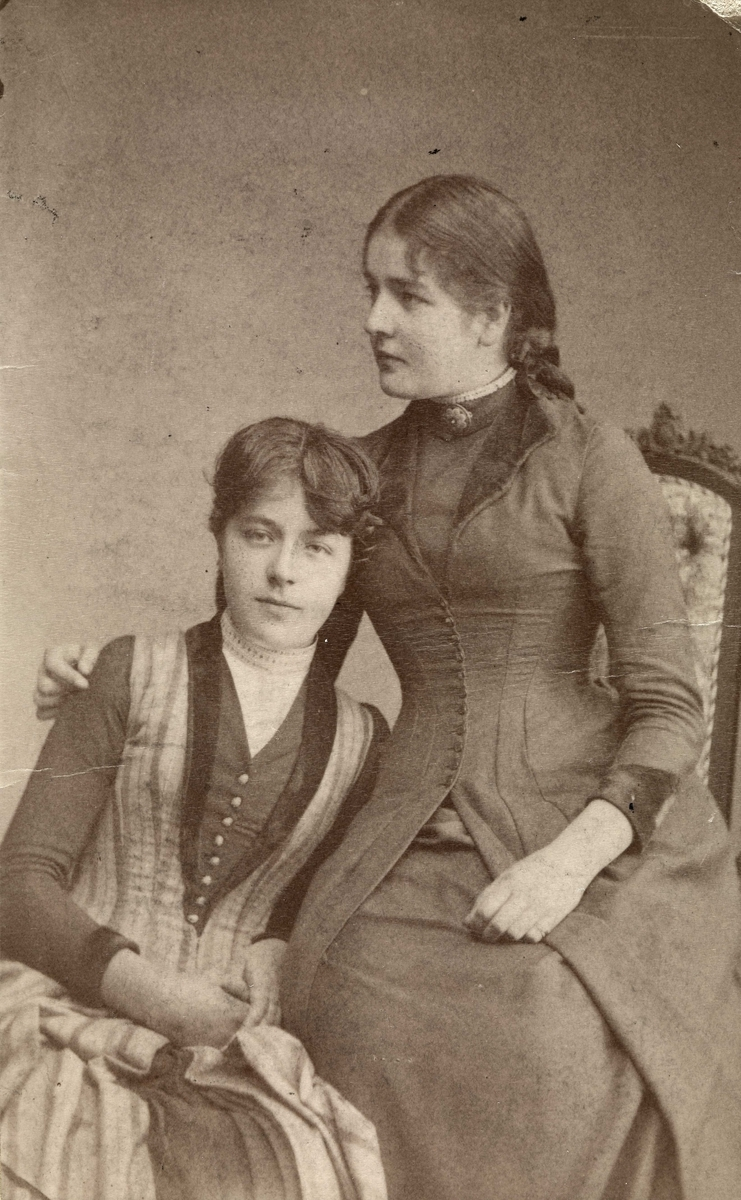
Lulli Lous (links) met haar zus Astrid, 1890

Julie Amanda "Lulli" Lous (Kristiansand, 6 september 1870 - 13 april 1963) was een Noors amateurpianiste, die vooral bekend is door haar connectie met de schrijver Knut Hamsun. 
Amanda Julie Lous was de oudere zus van operazangeres Astrid Lous. Zij waren dochters van Otto Lous en Johanna Marie Brunchhorst. Van Lulli is bekend dat ze op een concert als pianiste heeft opgetreden; ze was voorts pianolerares en verpleegster en was politiek actief als voorvechtster voor vrouwenrechten. Zij was in 1891-1892 enkele maanden het liefje van Knut Hamsun in de periode dat hij Mysteriën schreef. Gesuggereerd is wel dat Lous model heeft gestaan voor het personage van Dagny Kielland, hoewel Hamsun al met zijn roman was begonnen toen ze een relatie kregen. Er is een uitgebreide briefwisseling tussen Lous en Hamsun die pas in 2010 geopend mocht worden. Hamsun dumpte haar uiteindelijk op een resolute wijze en zij zou dat niet meer te boven komen. Wellicht droeg daartoe bij dat Hamsun haar kort voor de Tweede Wereldoorlog beschuldigde van een lastercampagne tegen hem in verband met zijn nazisympathieën. Ze bleek echter onschuldig.